# Aimé Fritz
Aimé Lucien G. Fritz (Alsazia, 23 aprile 1884 – Baldwin, 28 gennaio 1950) è stato un pistard statunitense.
Nato in Germania, Fritz partecipò ai Giochi olimpici di Saint Louis 1904 nella gara del mezzo miglio, dove fu eliminato in semifinale.

## Piazzamenti

### Competizioni mondiali
- Giochi olimpici

St. Louis 1904 - Mezzo miglio: eliminato in semifinale